# Tia Massi
Maximiana Maria da Conceição (m. Salvador, 1962), popularmente designada Tia Massi ou Tia Massim e cujo nome religioso era Iuim Funquê (Iwin Funké) ou Oim Funquê, foi uma celebrada candomblecista soteropolitana que serviu como a quinta ialorixá do Candomblé Queto da Casa Branca do Engenho Velho em Salvador, Bahia, de 1927 até sua morte em 1962.

## Vida
Maximiana Maria da Conceição, a popularmente designada Tia Massi, Tia Massim, Iuim Funquê (Iwin Funké) ou Oim Funquê, nasceu em data incerta entre o fim do século XIX e o começo do XX. Professava o Candomblé Queto e estava filiada ao terreiro Casa Branca do Engenho Velho, de Salvador, capital da Bahia. Em 1927, tornar-se-ia ialorixá da Casa Branca em sucessão de Ursulina de Figueiredo, a dita Mãe Sussu. Sua gestão transcorreu até 1962, quando morreu de causas naturais e foi sucedida por Maria Deolinda dos Santos, a Papai Oquê. Em 1932/33, iniciou sua filha de santo Juliana da Silva Baraúna, que à época tinha 16 ou 17 anos, e que primeiro serviria como iaquequerê na Casa Branca até 1984, então seria interinamente ialaxé do mesmo local entre 1984 e 1985 antes de ir para o Rio de Janeiro, onde fundou seu próprio terreiro em Guadalupe, onde serviu como ialorixá. O orixá de Maximiana era Oxaguiã.